# ريتشل فارلي
ريتشل فارلي (بالإنجليزية: Rachel Farley)‏ هي مغنية وكاتبة غنائية أمريكية، ولدت في 28 مارس 1995 في لورينسفيل في الولايات المتحدة.